# Slag bij Bairén
De Slag bij Bairén was een militaire confrontatie tussen de strijdkrachten van enerzijds Rodrigo Díaz de Vivar en Peter I van Aragon en anderzijds de Almoravidische troepen van Abul-Hasan Ali al-Hajj.
Het Pact van Borriana, ondertekend in juni 1094, vestigde wederzijdse hulp tegen de Almoraviden tussen Peter I van Aragon en Navarra en Rodrigo Díaz de Vivar, die zojuist Valencia in mei had veroverd en Yafar ibn Abd Allah ibn Yahhaf had verbannen. Op grond van het pact voorzag hij het kasteel van Benicadell van munitie met de troepen van de twee heren, het fort dat de toegang tot de Valenciaanse vlakte vanuit het zuiden domineerde, aangezien de Almoraviden Gandia en Xàtiva domineerden. Yusuf ibn Tashfin benoemde Abul-Hasan Ali al-Hajj tot commandant van het leger dat de stad zou moeten veroveren in de plaats van Yusuf Abu Abdullah Mohammad. Toen ze terugkeerden naar Valencia, versloegen ze in januari 1097 de moslims, die veel steun hadden, in het kasteel van Bairén in Gandia.